# تپه مرتضی گرد
تپه مرتضی گرد مربوط به دوران پیش از تاریخ ایران باستان است و در ۹ کیلومتری جنوب غربی تهران واقع شده و این اثر در تاریخ ۳۱ تیر ۱۳۱۳ با شمارهٔ ثبت ۲۱۴ به‌عنوان یکی از آثار ملی ایران به ثبت رسیده است.متأسفانه این تپه ۸ هزار ساله در اواخر دهه ۸۰ و اوایل دهه ۹۰ شمسی به منظور آپارتمان سازی به‌طور کامل تخریب گردید.